# (11724) Ronaldhsu
(11724) Ronaldhsu (1998 HH146) – planetoida z pasa głównego asteroid okrążająca Słońce w ciągu 3,38 lat w średniej odległości 2,25 j.a. Odkryta 21 kwietnia 1998 roku.